# Tephrosia elongata
Tephrosia elongata es una especie de planta fanerógama del género Tephrosia de la familia de las fabáceas, originaria de África.

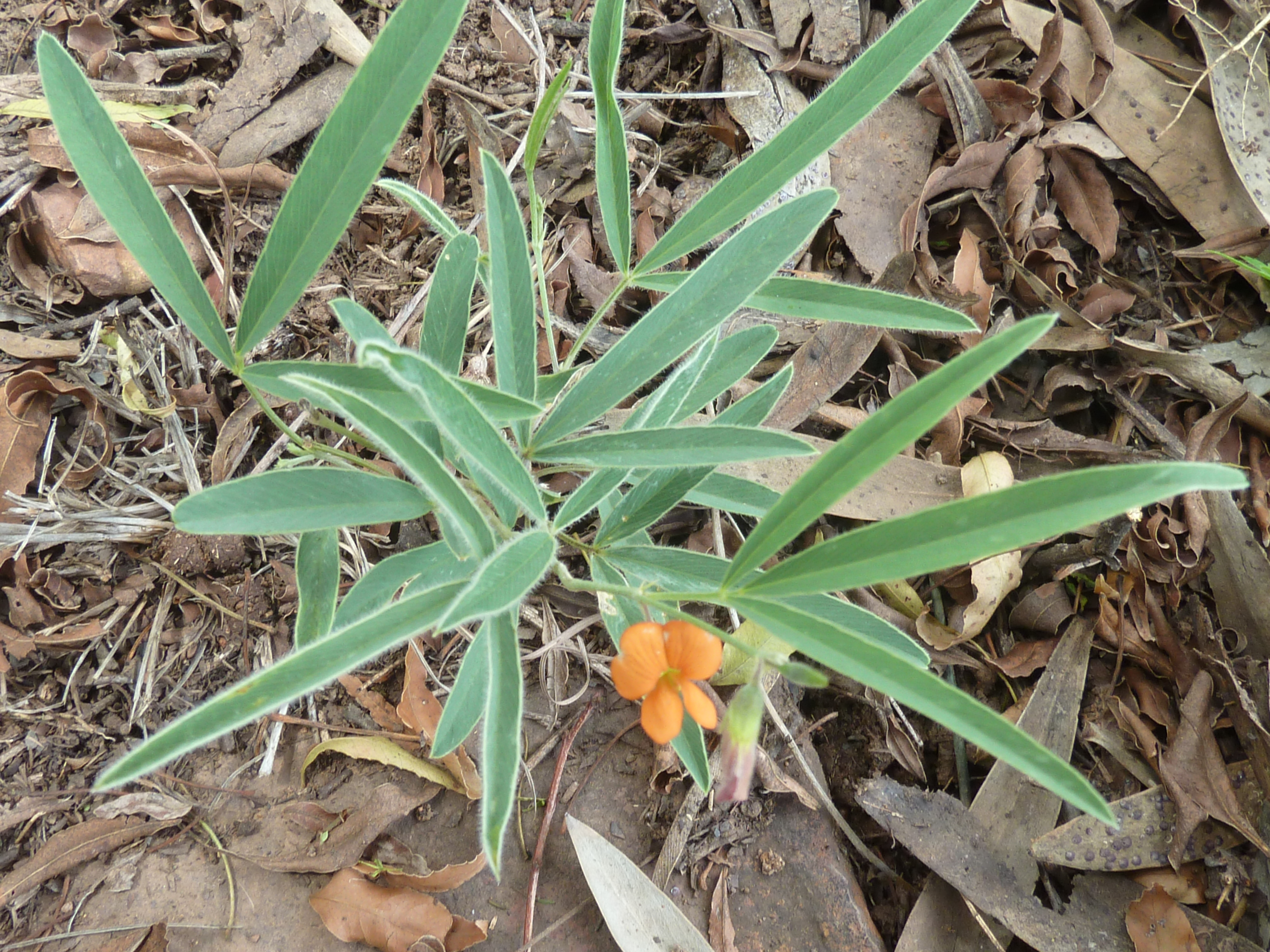
Vista de la planta

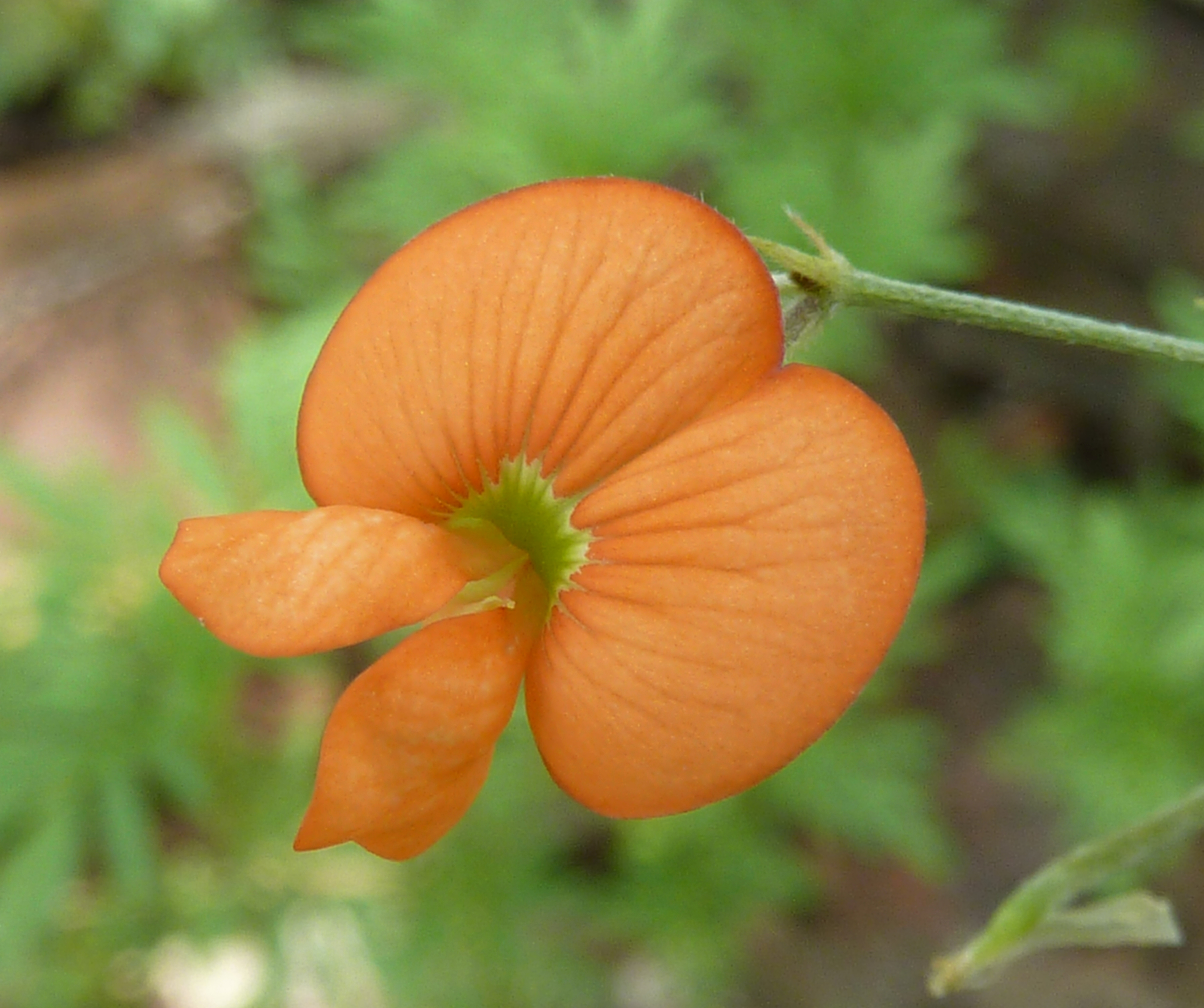
Detalle de la flor

## Descripción
Es una planta sufrutice perennifolia con un rizoma leñoso y brotes anuales herbáceos que alcanza un tamaño de 0,5 m de altura (algo más en Malawi); tallos erectos o decumbentes.

## Ecología
Se encuentra en los pastizales con Pteridium en suelos pobres de bauxita; bosque abierto con Pterocarpus, Peltophorum; a una altitud de 200-2130 metros, en Sudáfrica, Botsuana, Suazilandia.
A menudo es confundida con Tephrosia longipes o Tephrosia lurida. Probablemente también se encuentre en Zambia.

## Taxonomía
Tephrosia elongata fue descrita por Ernst Heinrich Friedrich Meyer   y publicado en Commentariorum de Plantis Africae Australioris 111. 1836.
Etimología
Tephrosia: nombre genérico que deriva de las palabras griegas: τεφρος (tephros), que significa "ceniciento", en referencia a la coloración grisácea dado a las hojas por sus densos tricomas.
elongata: epíteto latíno que significa "alargada"
Sinonimia
- Tephrosia elongata var. elongata
- Tephrosia tzaneenensis H.M.L.Forbes[5]
- Tephrosia sambesiaca Taub. (1896)
- Tephrosia coriaceae Benth.
- Tephrosia dissitiflora Baker (1897)
- Tephrosia ensifolia Harv.
- Tephrosia zambesiaca Taub.[1]